# Ralph Waite
Ralph Waite (White Plains (New York), 22 juni 1928 – Palm Desert, 13 februari 2014) was een Amerikaans acteur.

## Levensloop en carrière
Waite werd het bekendst met zijn hoofdrol in The Waltons, waarin hij tussen 1972 en 1981 speelde. Ook in de serie Roots speelde hij een hoofdrol. Bekende films waarin hij speelde zijn The Bodyguard (1992) en Cliffhanger (1993). Ook speelde hij zeven afleveringen in de televisieserie NCIS, als Jackson Gibbs, de vader van hoofdrolspeler Leroy Jethro Gibbs (Mark Harmon).

## Beknopte filmografie
- Cool Hand Luke (1967)
- Five Easy Pieces (1970)
- The Waltons (1972-1981) (tv-serie)
- Roots (1977) (tv-serie)
- The Mississippi (1983-1984) (tv-serie)
- The Bodyguard (1992)
- Cliffhanger (1993)
- Murder One (1996)
- Carnivàle (2003-2005) (tv-serie)
- NCIS (2008-2013) (tv-serie)
- Bones (2009-2013) (tv-serie)
- Days of Our Lives (2009-2014) (tv-serie)

- Bibliothèque nationale de France: cb142374474 (data)
- Gemeinsame Normdatei: 1028583192
- International Standard Name Identifier: 0000 0000 5958 0944
- Library of Congress Control Number: no92026473
- Nationale Bibliotheek van Israël: 987007340729905171
- Nederlandse Thesaurus van Auteursnamen: 072080191
- Istituto Centrale per il Catalogo Unico: DDSV296234
- SNAC: w6p01k2b
- Virtual International Authority File: 24167851
- WorldCat: E39PBJfh4944mjd6Dfj7dWXjmd